# Stilpon lomaense
Stilpon lomaense är en tvåvingeart som beskrevs av Raffone 1986. Stilpon lomaense ingår i släktet Stilpon och familjen puckeldansflugor.
Artens utbredningsområde är Sierra Leone. Inga underarter finns listade i Catalogue of Life.